# Sasbach am Kaiserstuhl
Sasbach am Kaiserstuhl es un municipio en el distrito de Emmendingen en Baden-Wurtemberg, Alemania.

## Limberg
Cerca de Sasbach está un monte, o mejor dicho, una elevación, que se llama Limberg. Es una elevación de origen volcánico al noroeste del Kaiserstuhl. En la prehistoria, la época romana y la Alta Edad Media, el Limberg ha jugado un papel importante para la protección y el dominio de sus alrededores. Allí hay un sendero didáctico. El sendero didáctico del Limberg demuestra de una manera especial en un trayecto de aproximadamente 6 km mediante más de 90 tableros las peculiaridades de la historia, geología, arqueología, mineralogía, flora y fauna, silvicultura, viticultura, fruticultura y costumbres en el Limberg cerca de Sasbach am Kaiserstuhl.

## Limburg
Sobre el Limberg se encuentran las ruinas del castillo Limburg.

## Puntos de interés
- Archidiócesis de Friburgo: (enlace roto disponible en Internet Archive; véase el historial, la primera versión y la última). Sasbach am Kaiserstuhl - Santuario Litzelberg a la Madre dolorosa de Dios (e iglesia parroquial de San Martín)

- Datos: Q536022
- Multimedia: Sasbach am Kaiserstuhl / Q536022